# Campogalliano
Campogalliano är en ort och kommun i provinsen Modena i regionen Emilia-Romagna i Italien. Kommunen hade 8 802 invånare (2018).